# Coupe Deutsch de la Meurthe

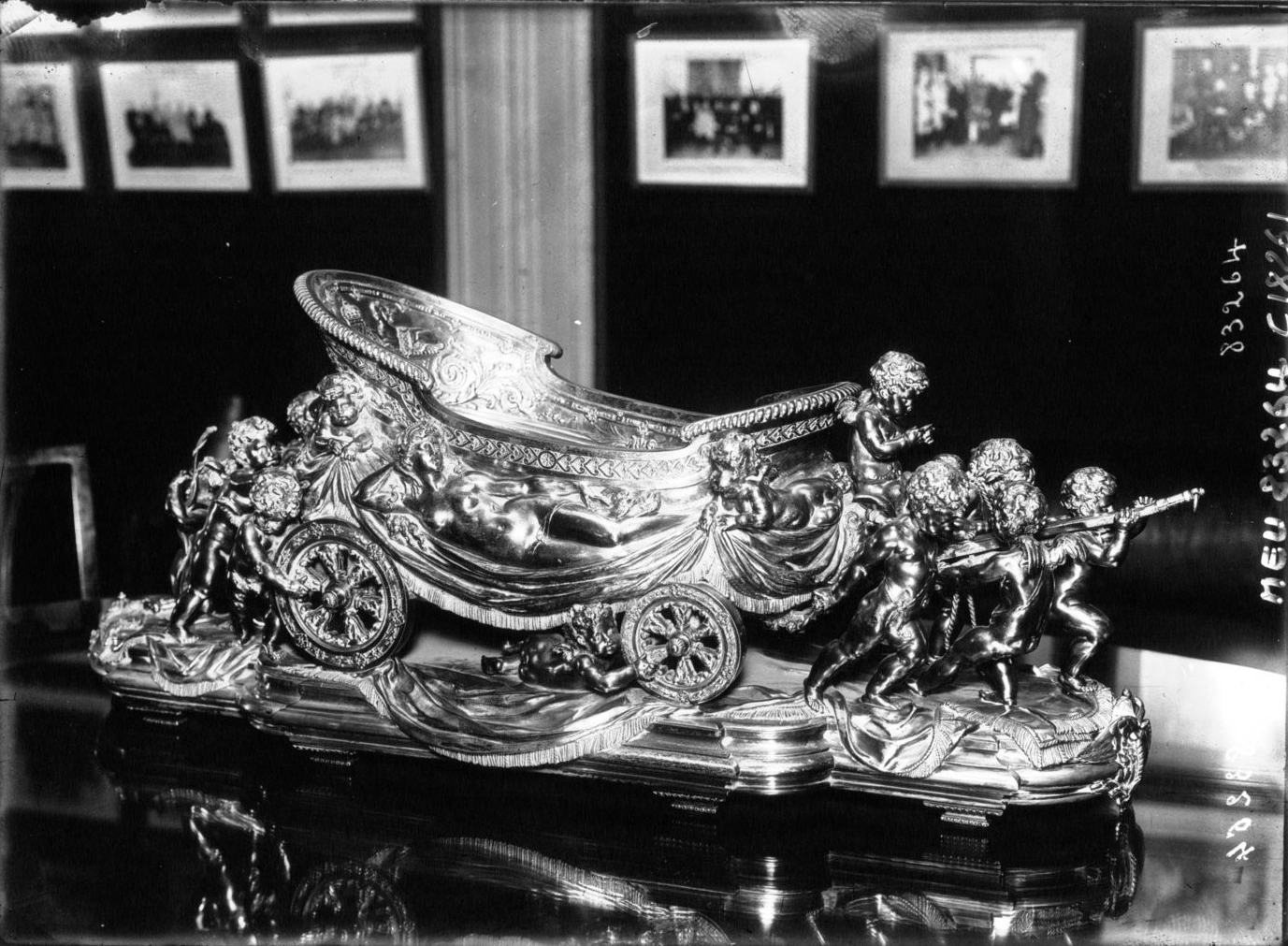
Aéro-club de France - Coupe Deutsch de la Meurthe d'aviation

De Coupe Deutsch de la Meurthe was een internationale luchtvaartcompetitie die werd ingesteld op 25 augustus 1909 door de Franse oliemagnaat Henry Deutsch de la Meurthe. Na de eerste editie is de competitie nog driemaal opnieuw ingesteld: in 1920 door de Aéro-Club de France en in 1931 en 1936 door de dochter van Henry, Suzanne Deutsch de la Meurthe.

## Eerste Coupe Deutsch de la Meurthe

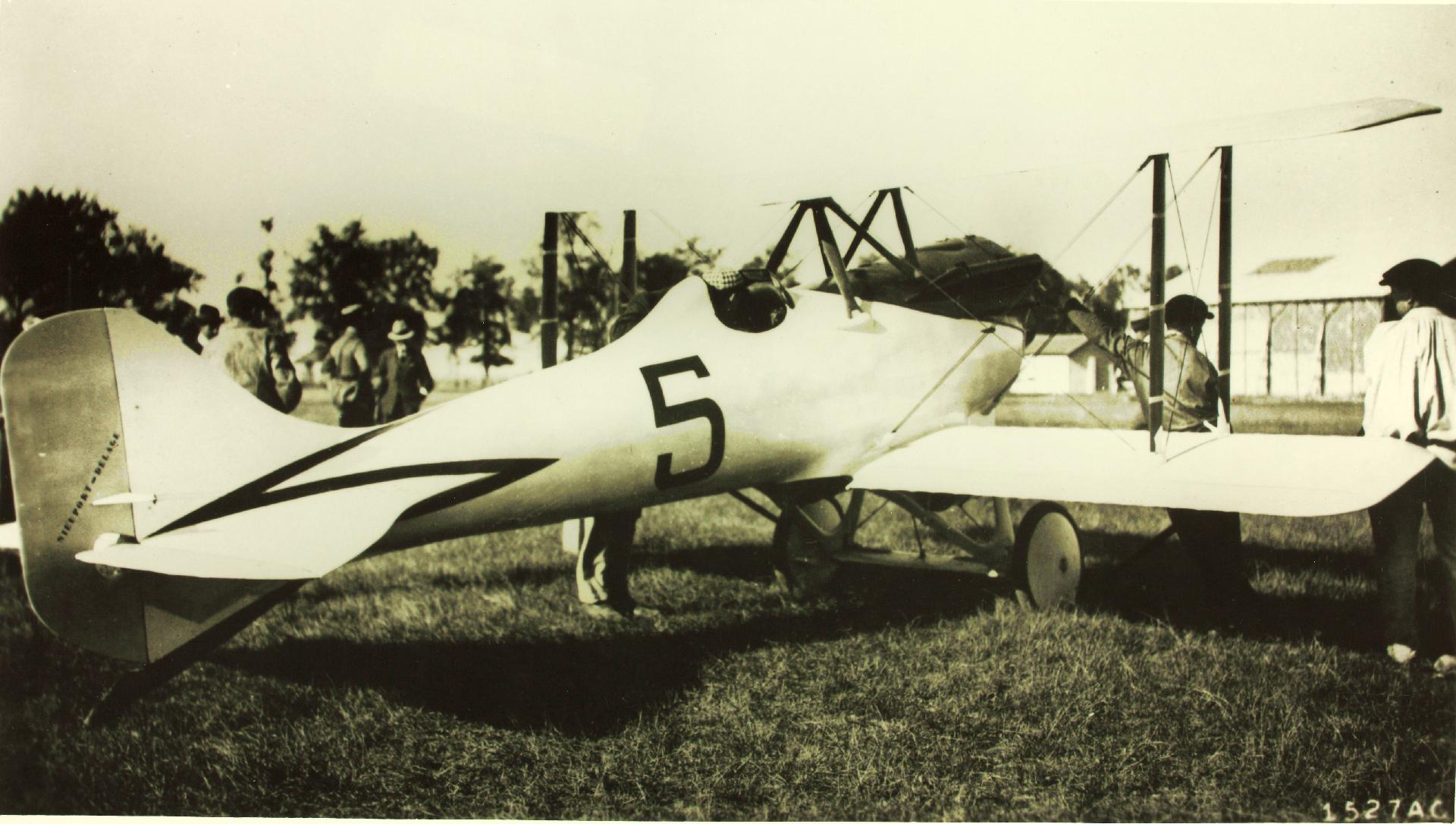
Nieuport-Delage 29V racer

De eerste Deutsch de la Meurthe-competitie (die al in 1906 was aangekondigd) was een snelheidswedstrijd over 200 km, in twee delen van 100 km. Men vloog vanaf het startveld in Étampes naar een punt 100 km verderop en weer terug. De vlucht moest worden gemaakt tussen 1 maart en 31 oktober. Een prestatie werd alleen erkend als de vorige beste prestatie met 10% werd verbeterd. De 'Coupe', een kunstobject ter waarde van 10.000 francs, werd definitief uitgereikt aan de vliegtuigbouwer die driemaal had gewonnen. Ieder jaar werd een bonus van 20.000 francs uitgereikt aan de deelnemer wiens prestatie minimaal acht maanden bleef staan.

### Winnaars
1912
Emmanuel Hélen met een Nieuport II. Gem. snelheid: 119,5 km/u.
1913
Eugène W. Gilbert met met een Deperdussin Monocoque. Gem. snelheid: 154,4 km/u.
(1914–1918 geen competitie vanwege de Eerste Wereldoorlog)
1919
Joseph Sadi-Lecointe met een Nieuport-Delage NiD 29. Gem. snelheid: 266,3 km/u.
1920
De tijd uit 1919 werd niet verbeterd. De prijs ging naar Joseph Sadi-Lecointe en vliegtuigbouwer Nieuport.

## Tweede Coupe Deutsch de la Meurthe

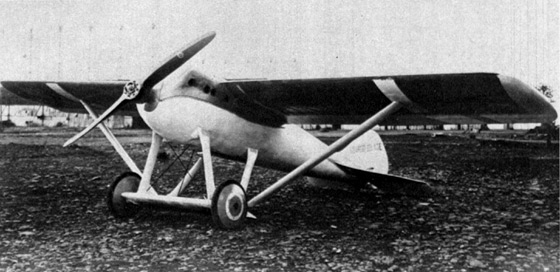
Nieuport NiD.41

Nadat in 1920 de Gordon Bennett Aviation Trophy was afgelopen, besloot de Aéro-club de France om ter nagedachtenis van de in 1919 overleden Henry Deutsch de la Meurthe de prijs opnieuw in te stellen met nieuwe regels. De wedstrijd werd nu drie jaar achtereen op één wedstrijddag gehouden over drie rondes van 100 km (totaal 300 km). De winnaar kreeg ieder jaar een prijs van 60.000 francs. De algehele winnaar over drie jaar kreeg de Coupe-trofee ter waarde van 20.000 francs uitgereikt.  

### Winnaars
1921
Georges Kirsch met een Nieuport NiD.41. Gem. snelheid: 282,75km/u.
1922
Fernand Lasne met een Nieuport-Delage NiD 29. Gem. snelheid: 289,90 km/u.
1923
Geen gegevens beschikbaar. Waarschijnlijk geen verbetering van de tijd uit 1922 neergezet.

## Derde Coupe Deutsch de la Meurthe

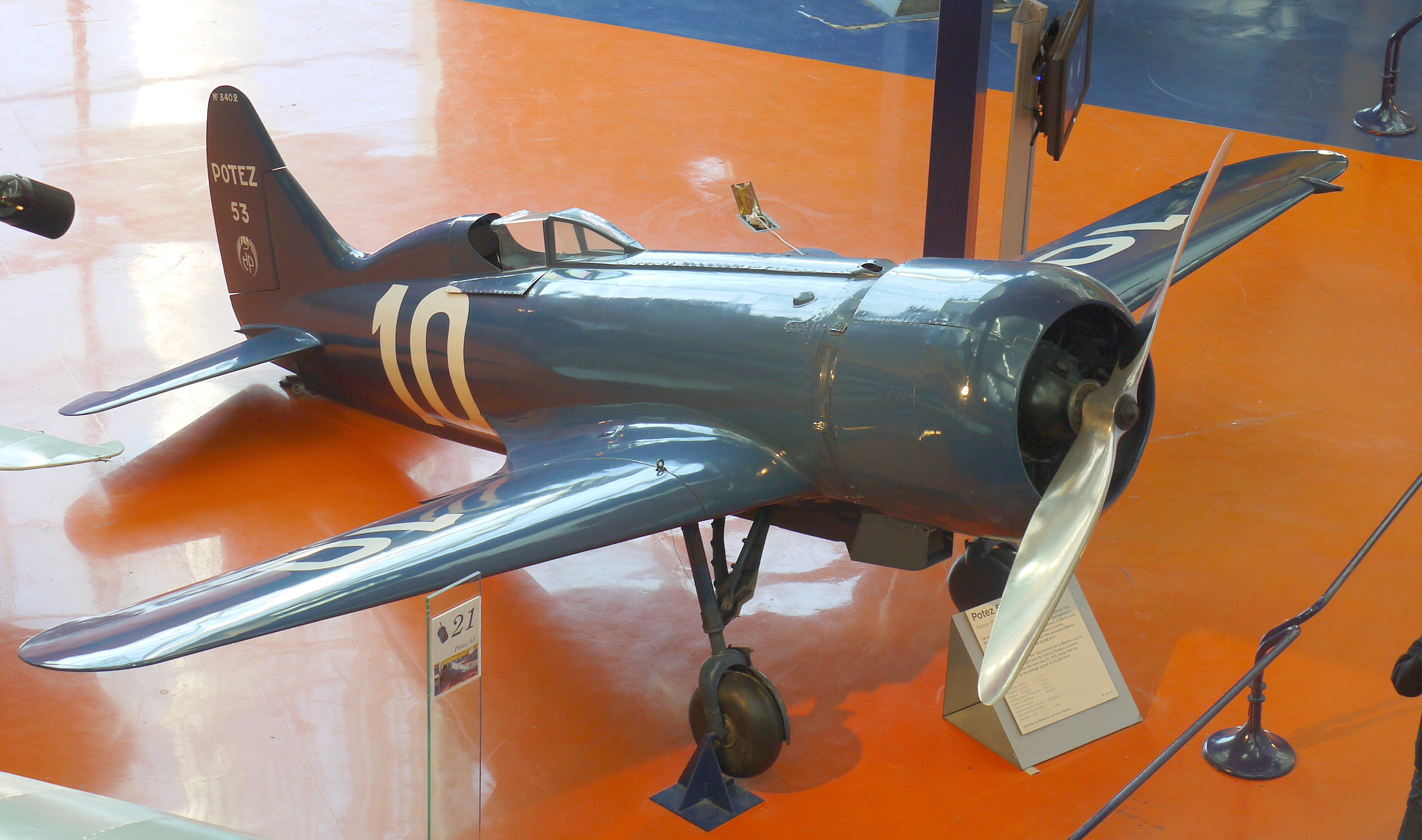
Potez 53, Musee du Bourget

In 1931 initieerde Suzanne Deutsch de la Meurthe een nieuwe competitie, die voor de eerste keer werd gehouden op 29 mei 1933. De wedstrijd ging nu over twee etappes van 1000 km, onderbroken door een tankstop van 90 minuten. De startplaats was wederom Étampes (Frankrijk). Het prijzengeld bedroeg in totaal twee miljoen francs.

### Winnaars
1933
Georges Détré met een Potez 53. Gem. snelheid: 322,81 km/u.
1934
Maurice Arnoux met een Caudron C.450. Gem. snelheid: 388,97 km/u.
1935
Raymond Delmotte met een Caudron C.460. Gem. snelheid: 443,96 km/u

## Vierde Coupe Deutsch de la Meurthe

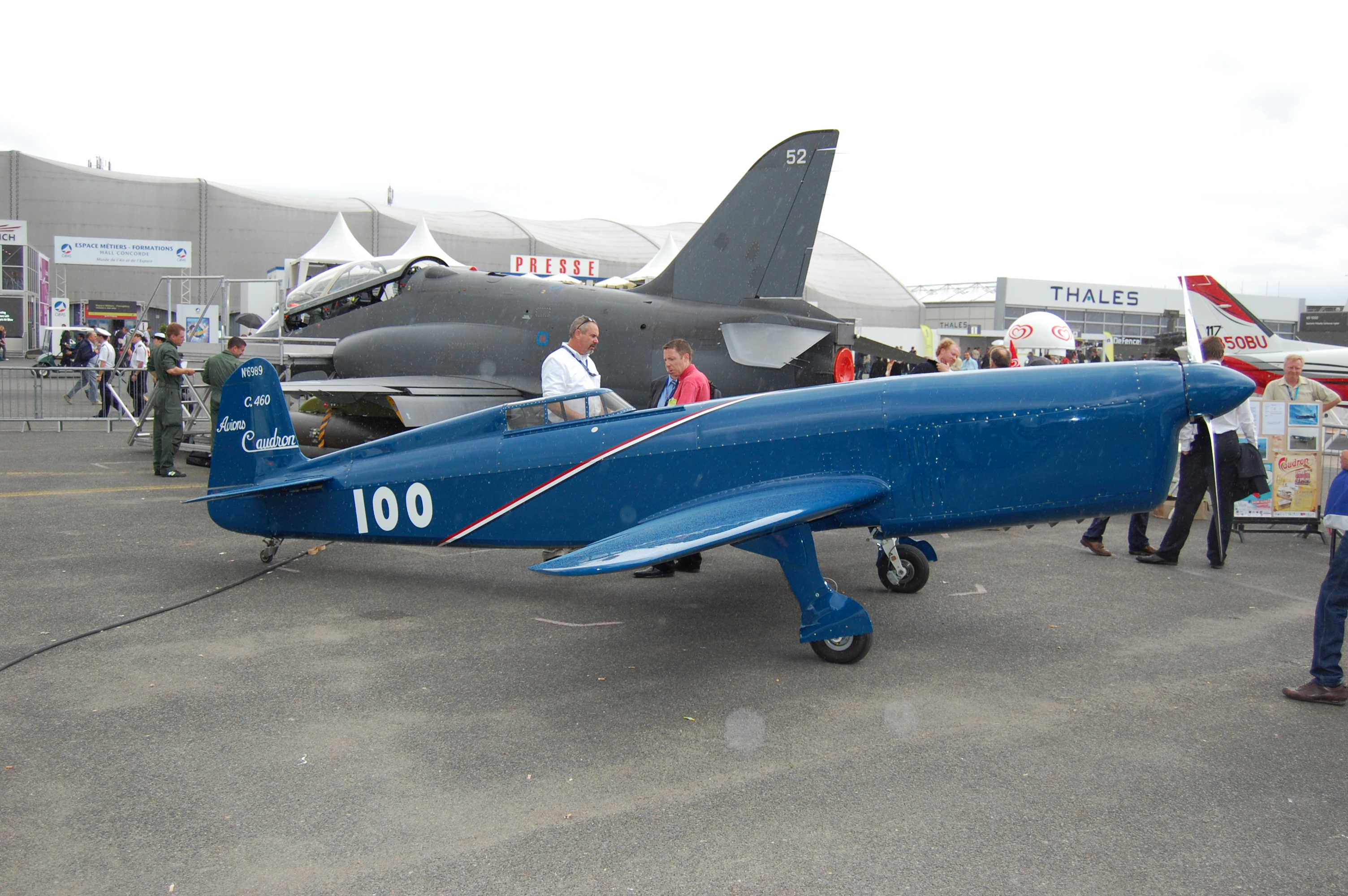
Caudron 460, Le Bourget 2009

Op 13 september 1936 vond de laatste Coupe de Meurthe-wedstrijd plaats met louter Caudronvliegtuigen als deelnemers. De winnaar was in 1936 gemiddeld langzamer dan in 1935. Dit werd veroorzaakt doordat de nieuwste en snellere Caudrons C.461 kampten met pech. De langzamere Caudron C.450 (met een vast i.p.v. een intrekbaar landingsgestel) maakte de race wel af en won.

### Winnaar
1936
Yves Lacombe won met een Caudron C.450. Gem. snelheid: 389,46 km/u.